# الرفيعة (القطيف)
الرفيعة، منطقة أثرية تاريخية تقع في جزيرة تاروت شرق المملكة العربية السعودية.

## الآثار
تعود قصة اكتشاف الموقع إلى عام 1382هـ/1962م حين قامت بلدية القطيف بإنشاء طريق يربط جزيرة تاروت بالساحل الرئيسي للقطيف، وفي أثناء نقل الرمال من موقع رملي مرتفع يُعرف بالرفيعة كشفت معدات الحفر عن بقايا مدافن قديمة مدفونة تحت كثبان الرمال، وقد اشتملت على تحف صغيرة، وأواني من الفخار، ومجموعة من الأواني المصنوعة من الحجر الصابوني والمرم، كما أظهرت الاستكشافات في الموقع عن بقايا آثار استيطان قديم، ومدافن غنية بالمواد الأثرية وورشاً محلية لصناعة الأواني الحجرية المصنعة من الحجر الصابوني، والتي تمتاز بنقوش وعناصر زخرفية، كما عُثر على أوانٍ وتماثل الطراز الأكدي القديم المؤرخ بعام 2300 ق.م وأنواع مختلفة من الفخار الدلموني.

## نبذة تاريخية
أظهرت الدراسات الأثرية أن الرفيعة بجزيرة تاروت مستوطنة تنتمي إلى الألف الثالثة ق.م والتي تتزامن مع حضارة جرهاء العربي، والذي يمتد تاريخ الرفيعة إلى الفترة الواقعة بين 2400-300 ق.م.عملت البعثة الدنماركية فيها عام 1388 هـ الموافق 1968م٬ وأثناء أعمال ردم للمنطقة الواقعة بين بلدة الربيعية الجديدة وبلدة الرفيعة القديمة من أجل الاستصلاح الزراعي عُثر على كثير من الآثار٬ وزارت البعثة الدنماركية المكان المجاور لأعمال الاستصلاح الزراعي عام 1384 هـ الموافق 1964م٬ وذكرت أن من بين الآثار المكتشفة طاسات من الحجر المرمر غير المزخرفة وطاسات من الحجر الصابوني وجدت جنبًا إلى جنب مع أواني فخارية تبين أنها تؤرخ بالعصر الهلينستي٬ فضلاً عن كسرتين فخاريتين تعودان إلى فخار باربارا الذي يؤرخ بالألف الثالث قبل الميلاد٬ وتشبهان ما عُثر عليه في تل تاروت٬ وعثر أحد الباحثين على المزيد خلال زيارة قام بها عام 1389 هـ الموافق 1969م.
قامت البعثة الدنماركية بحفر مجسين صغيرين 2×1م في منطقة المرتفعات الرملية المجاورة للأرض المزروعة٬ ثم عضدته بحفر طويل يقع إلى الغرب من المجسين بلغ تسعة أمتار في طوله. أثناء تشييد بعض الطرق عام 1386 هـ الموافق 1966م عثر على مجموعة من الآثار تتكون من مجموعة من الأواني الفخارية تشتمل على خمس أواني مزججة٬ وثلاث مصنوعة من حجر المرمر٬ وست مصنوعة من الحجر الصابوني٬ وحجر قبر٬ ونص
إغريقي٬ وتمثال لرجل مصنوع من الحجر الجيري طوله يقارب المتر ويشابه تماثيل الأسر المبكرة في ماري في بلاد الرافدين٬ ومزهرية منحوت عليها إفريز تزينه الماعز تشبه فخار أم النار المعثور عليه في إمارة أبو ظبي.

## انظر ايضاً
- القطيف
- جزيرة تاروت